# Albert Engel (Politiker)
Albert Engel (* 5. November 1891 in Hauzenberg; † 24. Februar 1964 in Kirchberg im Wald) war ein deutscher Lehrer, Oberstudiendirektor und Politiker (BP) und Mitglied des Bayerischen Landtages. 

## Leben
Nach dem Schulbesuch im Gymnasium Metten und dem Alten Gymnasium Regensburg studierte er Philosophie und neuere Sprachen an der Hochschule Regensburg und der Universität München. Von 1914 bis 1917 leistete er Kriegsdienst, wobei er verwundet wurde. Nach seiner Lehramtsprüfung 1920 betätigte er sich als Aushilfslehrer in mehreren bayerischen Städten. 1925 wurde er Studienrat, 1939 schließlich Studienprofessor. Zum 1. Mai 1935 trat er der NSDAP bei (Mitgliedsnummer 3.624.774). Von 1950 bis 1954 war er als Angehöriger der Bayernpartei gewähltes Mitglied des Bayerischen Landtags. Nach dem Tod des Abgeordneten Anton Bielmeier im Jahre 1958 gehörte Engel als einberufener Listennachfolger erneut dem Landtag an und vertrat den Wahlkreis Niederbayern.